# Fanocle
Fanocle (in greco antico: Φανοκλῆς?, Phanoklês; ... – metà III secolo a.C.?) è stato un poeta elegiaco greco antico dell'età ellenistica, vissuto probabilmente nel III secolo a.C..

## Biografia
I dati in nostro possesso relativi alla sua vita sono estremamente scarsi: si ignora il luogo esatto della nascita, mentre la sua cronologia viene stimata confrontando il suo frammento n. 1 con Apollonio Rodio, Argonautiche IV, 903. Ne risulta all'incirca la prima metà del III secolo a.C..

## Opera
Fanocle compose una raccolta di argomento amoroso dal titolo Erotes è Kaloì (Gli amori o i belli), incentrata sugli amori omosessuali di personaggi mitici, che si concludevano con un Áition, una "causa" mitica di qualche fatto.
Della sua opera ci restano solo 6 frammenti, che ci permettono comunque di conoscere l'argomento almeno di alcune elegie: il frammento 1 Powell, il più lungo (28 versi), faceva parte di un componimento sull'amore tra Orfeo e Calais; altre elegie trattavano di Dioniso e Adone, Ganimede e Tantalo, Agamennone e Arginno, Cicno e Fetonte (fr. 6).
Fanocle fa parte del gruppo di poeti ellenistici di ambiente alessandrino dediti al genere elegiaco. Questa scuola, una delle più importanti dell'epoca, ebbe come caposcuola diretto Filita di Cos; nel filone in cui si inserisce Fanocle si annoverano anche Ermesianatte, Simia di Rodi e Alessandro Etolo, che adottano una struttura catalogica in cui le varie elegie vengono sistemate, nell'intento di creare ampie raccolte omogenee sia per argomento che per struttura letteraria, e ordinate in modo razionale: il modello a cui chiaramente si rifanno è il Catalogo delle donne di Esiodo.
Da quello che sembra emergere da questi resti (fondamentalmente dal Fr. 1 Powell, l'unico più ampio), la cifra dominante dell'opera dovevano essere gli amori infelici, narrati in una struttura catalogica mutuata, appunto, da Esiodo: ogni elegia si apre con la formula E' hos ("O come") che riecheggia l'esiodeo E' hoie. Inoltre ogni componimento si conclude con l'àition ad esso collegato: 
amava di cuore Calais figlio di Borea,

e spesso nei boschi ombrosi sedeva cantando
 
il suo amore, e il cuore non aveva pace,

ma sempre insonni pene nell'animo

lo tormentavano guardando il fiorente Calais.
 
ma lui le Bistonidi malvagie circondarono e
 
uccisero avendo aguzzato le taglienti spade,
 
poiché primo aveva mostrato fra i Traci gli amori
 
maschili e non apprezzava gli amori delle donne.
 
e col bronzo gli staccarono il capo, e poi
 
nel mare tracio lo gettarono con la lira
 
fissata con un chiodo, affinché fossero trascinati dal mare
 
entrambi insieme, bagnati dai lucenti flutti.
 
e il canuto mare li spinse alla sacra Lesbo:
 
e un suono come di armoniosa lira tenne il mare
 
e le isole e i lidi marini, dove la melodiosa
 
testa di Orfeo gli uomini seppellirono,
 
e sul tumulo l'arguta cetra posero, che anche i muti
 
sassi persuadeva e l'odiosa acqua di Forco.
 
da allora i canti e l'amabile arte della cetra
 
tengono l'isola, e di tutte è la più canora.
 
e come i bellicosi Traci appresero il crudele atto

delle donne e a tutti venne grande dolore,

le mogli marchiarono, perché sul corpo portando il segno
 
livido non dimenticassero l'odioso delitto.

e la pena per Orfeo ucciso pagano le donne

ancora adesso a causa di quella colpa.»
(Fanocle, fr. 1 Powell)
L'elegia si apre con Orfeo che si strugge per Calais figlio di Borea, sedendo nei boschi della Tracia e cantando il suo amore; le donne tracie però a un tratto lo circondano e lo aggrediscono per ucciderlo; non possono sopportare che lui disdegni così le donne e lo accusano di aver introdotto tra i Traci gli amori maschili. Ne fanno a pezzi il corpo e, tagliatagli la testa, la fissano con un chiodo alla sua lira e la gettano in mare. Così le correnti portano la testa di Orfeo a Lesbo, e i Lesbi la seppelliscono ponendo la lira sopra al tumulo; in questo modo la musica soave di Orfeo permea per sempre l'isola, da allora vocata alle arti del canto e della lira. I Traci, conosciuto il terribile delitto delle loro donne, le marchiano, perché portino per sempre il ricordo di quella colpa.
Fanocle incentra la sua narrazione su un doppio àition: infatti a quello principale, che vuole spiegare l'usanza dei Traci di marchiare le loro donne, se ne collega un altro, che intende spiegare il motivo della così particolare predilezione dell'isola di Lesbo per la musica. Il componimento è permeato da una diffusa atmosfera di pathos, di compassione per l'infelicità dell'amore di Orfeo, e per l'assoluta ingiustizia della sua orribile fine. Appare chiaramente confutabile, almeno in questa elegia, l'interpretazione critica che vedeva in Fanocle una condanna dell'omosessualità.